# قائمة أعلى مدن في العالم
تتضمن هذه القائمة المدن الأعلى في العالم. وهي مدن مأهولة بالسكان على مدار العام بحيث لا يقل عدد سكانها عن 1000 نسمة وتقع ولو جزئياً على ارتفاع لا يقل عن 3700 متر (أي 12140 قدم):

## المدن الأولى
يتضمن هذا القسم كافة المناطق المأهولة التي يزيد ارتفاعها عن 15000 قدم، مع تجاهل عتبات أعداد السكان. ينبغي أن يدرج في هذه القائمة المدن ذات الكثافة السكانية الدائمة على مدار السنة.
| الارتفاع             | المدينة          | الدولة    | ملاحظات |
| -------------------- | ---------------- | --------- | --- |
| 16,728 قدم (5,099 م) | لا رينكونادا     | بيرو      | تعتبر أعلى مدينة في العالم حسب ناشونال جيوغرافيك (مجلة) (أيار 2003)، وعدد سكانها 30000 نسمة. وهي أعلى مدينة في نصف الأرض الغربي ونصف الأرض الجنوبي.                            |
| 16,467 قدم (5,019 م) | وينكاوان، غولمود | الصين     | أعلى مدينة في العالم وفقاً لموسوعة جينيس للأرقام القياسية العالمية. أعلى مدينة في نصف الأرض الشرقي and نصف الأرض الشمالي.                                                       |
| 16,059 قدم (4,895 م) | إل أغويلار       | الأرجنتين | إل أغيلار هي مدينة قامت لأغراض التعدين تقع في خوخوي (محافظة) وعدد سكانها كان 3655 عام 2001                                                                                     |
| 15,393 قدم (4,692 م) | كولكويتشاكا      | بوليفيا   | كولكويتشاكا بلدة صغيرة في بوليفيا. قدر عدد سكانها عام 2009 بحوالي 1753 نسمة أعلى مدينة في بوليفيا                                                                              |
| 15,285 قدم (4,659 م) | أوكدونغلي        | الهند     | أوكدونغلي هو مستوطنة صغيرة في منطقة ليه، جامو وكشمير في شمال الهند، قرب الحدود مع [[التبت. وهو أعلى مدينة في الهند.                                                            |
| 15,049 قدم (4,587 م) | تانغولاشان       | الصين     | تقع جنوبي غربي مخافظة تشينغهاي في الصين الغربية. كانت تعرف بهذا الاسم قبل الإصلاح الإداري المحلي الذي أجري عام 2005.                                                           |
| 15,000 قدم (4,600 م) | باغري            | الصين     | بلدة تقع في مقاطعة يادونغ في الصين، بالقرب من الحدود مع بوتان. عدد سكانها 2121 عام 2004. وهي إحدى أعلى وأبرد المدن في العالم، إذ تقع على ارتفاع 15,000 قدم فوق مستوى سطح البحر |

## المدن التي يقل ارتفاعها عن 15,000 قدم
| الارتفاع             | اسم المدينة               | الدولة        | ملاحظات |
| -------------------- | ------------------------- | ------------- | --- |
| 14,986 قدم (4,568 م) | تاخ                       | الهند         | |
| 14,947 قدم (4,556 م) | يلتشانغ                   | الهند         | |
| 14,921 قدم (4,548 م) | نياغسو                    | الهند         | |
| 14,908 قدم (4,544 م) | أولاروز تشيكو             | الأرجنتين     | بلدة ريفية وقروية في خوخوي (محافظة) في الأرجنتين. |
| 14,986 قدم (4,568 م) | كوشول                     | الهند         | |
| 14,764 قدم (4,500 م) | هانلي                     | الهند         | |
| 14,435 قدم (4,400 م) | باريناكوتا                | تشيلي         | تشيلي قرية صغيرة في مقاطعة باريناكوتا، أريكا ومنطقة باريناكوتا وكان عدد سكانها عام 2002 حوالي 29 نسمة                                                    |
| 14,370 قدم (4,380 م) | سيرو دي باسكو             | بيرو          | أعلى مدينة يزيد عدد سكانها عن 50000 نسمة (عدد السكان 70,000).                                                                                            |
| 14,238 قدم (4,340 م) | كايلوما                   | بيرو          | |
| 14,268 قدم (4,349 م) | أتشيريك                   | الهند         | [ 8 ] |
| 14,140 قدم (4,310 م) | هانكار، الهند             | الهند         | [ 8 ] |
| 14,038 قدم (4,279 م) | آتينغ                     | الهند         | [ 8 ] |
| 14,015 قدم (4,272 م) | خولدو                     | الهند         | |
| 14,012 قدم (4,271 م) | مينا بيركويتاس            | الأرجنتين     | مدينة قروية في خوخوي (محافظة) في الأرجنتين. |
| 13,865 قدم (4,226 م) | ديمتشوك / Dêmqog          | الهند / الصين | قرية صغيرة تقع في المنطقة المتنازع عليها بين الصين والتبت في الصين. أما التجمع السكاني في هذه القرية الصينية الهندية فيبلغ عدد سكانها 150.               |
| 13,651 قدم (4,161 م) | مينا بروفيدنسيا           | الأرجنتين     | بلدة ريفية وقروية في خوخوي (محافظة) في الأرجنتين. |
| 13,615 قدم (4,150 م) | إل ألتو                   | بوليفيا       | حسب إحصاء سكان في عام 2001، كان عدد سكانها حوالي 649,958. في عام 2010، قد يكون عدد سكانها قارب 900000 نسمة أو أكثر، يقع في هذه المدينة مطار ألتو الدولي. |
| 13,500 قدم (4,100 م) | دورباك                    | الهند         | قرية تقع ضمن منطقة لادهاك في ولاية جامو وكشمير في الهند وبلغ عدد سكانها 300 شخص، وقد يكون الرقم الحقيقي أكثر من ذلك.                                     |
| 13,467 قدم (4,105 م) | أمبولتن                   | الهند         | |
| 13,420 قدم (4,090 م) | بوتوسي                    | بوليفيا       | عاصمة مقاطعة بوتوسي في بوليفيا. |
| 13,300 قدم (4,100 م) | نيوما                     | الهند         | |
| 13,231 قدم (4,033 م) | كاتاو                     | الأرجنتين     | بلدة ريفية وقروية في خوخوي (محافظة) في الأرجنتين. |
| 13,215 قدم (4,028 م) | كورانزولي                 | الأرجنتين     | بلدة ريفية وقروية في خوخوي (محافظة) في الأرجنتين. |
| 13,169 قدم (4,014 م) | غاوتشينغ، سيشوان          | الصين         | |
| 13,153 قدم (4,009 م) | أولاكاباتو                | الأرجنتين     | |
| 13,116 قدم (3,998 م) | سانتا آنا،                | الأرجنتين     | |
| 13,083 قدم (3,988 م) | بالتيسان                  | باكستان       | |
| 13,047 قدم (3,977 م) | أمارناث،                  | الهند         | |
| 13,001 قدم (3,963 م) | دولبا                     | نيبال         | |
| 12,782 قدم (3,896 م) | سوسكويز                   | الأرجنتين     | |
| 12,723 قدم (3,878 م) | بوتينا                    | بيرو          | |
| 12,634 قدم (3,851 م) | رينكونادا، جوجوي          | الأرجنتين     | |
| 12,630 قدم (3,850 م) | لايا، بوتان               | بوتان         | |
| 12,621 قدم (3,847 م) | هوارينا                   | بوليفيا       | |
| 12,549 قدم (3,825 م) | جولياكا                   | بيرو          | |
| 12,531 قدم (3,819 م) | بونو                      | بيرو          | |
| 12,385 قدم (3,775 م) | سان أنطونيو دي لوس كوبريس | الأرجنتين     | |
| 12,313 قدم (3,753 م) | بادريناث                  | الهند         | |
| 12,287 قدم (3,745 م) | لا أورويا                 | بيرو          | |
| 12,159 قدم (3,706 م) | أورورو                    | بوليفيا       | |
| 12,140 قدم (3,700 م) | غييغو                     | الصين         | |